# Neopibanga brescoviti
Neopibanga brescoviti är en skalbaggsart som beskrevs av Martins och Maria Helena M. Galileo 1998. Neopibanga brescoviti ingår i släktet Neopibanga och familjen långhorningar. Inga underarter finns listade i Catalogue of Life.